# 前488年
| 千纪： | 前1千纪 |
| 世纪： | 前6世纪 \| 前5世纪 \| 前4世纪 |
| 年代： | 前510年代 \| 前500年代 \| 前490年代 \| 前480年代 \| 前470年代 \| 前460年代 \| 前450年代 |
| 年份： | 前493年 \| 前492年 \| 前491年 \| 前490年 \| 前489年 \| 前488年 \| 前487年 \| 前486年 \| 前485年 \| 前484年 \| 前483年                                                                                   |
| 纪年： | 周敬王三十二年 魯哀公七年 齊悼公元年 晉定公二十四年 秦悼公三年 楚惠王元年 宋景公二十九年 卫出公五年 陳湣公十四年 蔡成侯三年 曹伯阳十三年 郑声公十三年 燕孝公五年 吴王夫差八年 越王勾践九年 杞僖公十八年 |

## 大事記
- 季康子想要攻打邾國，不聽子服景伯的勸告，秋季，魯國攻打邾國，攻進了邾國國都，邾國的茅夷鴻帶了五匹帛四張熟牛皮去吳國請求救援。